# Попове (Полтавський район)
Попо́ве —  село в Україні, у Новосанжарській селищній громаді Полтавського району Полтавської області. Населення становить 363 осіб. До 2020 орган місцевого самоврядування — Попівська сільська рада.

## Населення

### Мова
Розподіл населення за рідною мовою за даними :
| Мова       | Кількість | Відсоток |
| ---------- | --------- | -------- |
| українська | 354       | 97.52%   |
| російська  | 7         | 1.93%    |
| угорська   | 2         | 0.55%    |
| Усього     | 363       | 100%     |

## Географія
Село Попове знаходиться за 1,5 км від правого берега річки Великий Кобелячок, за 2,5 км від села Бечеве. Селом протікає пересихаючий струмок з загатою. Поруч проходить автомобільна дорога Н31.

## Історія
12 червня 2020 року, відповідно до розпорядження Кабінету Міністрів України № 721-р «Про визначення адміністративних центрів та затвердження територій територіальних громад Полтавської області», село увійшло до складу Новосанжарської селищної громади.
19 липня 2020 року, в результаті адміністративно - територіальної реформи та ліквідації Новосанжарського району, село увійшло до складу новоутвореного Полтавського району Полтавської області.

## Об'єкти соціальної сфери
- Школа.

## Галерея

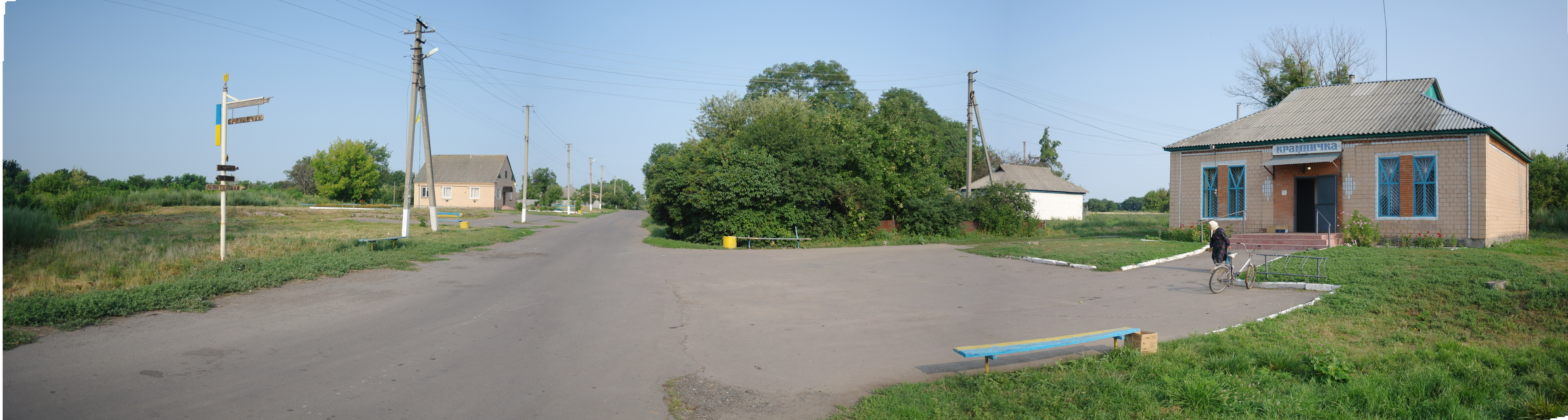
Панорама центру села. Зліва магазин "Крамничка. В центрі, у глибині сільська рада. Зліва знак що вказує дорогу на Решетилівку, Кобеляки, і Полтаву
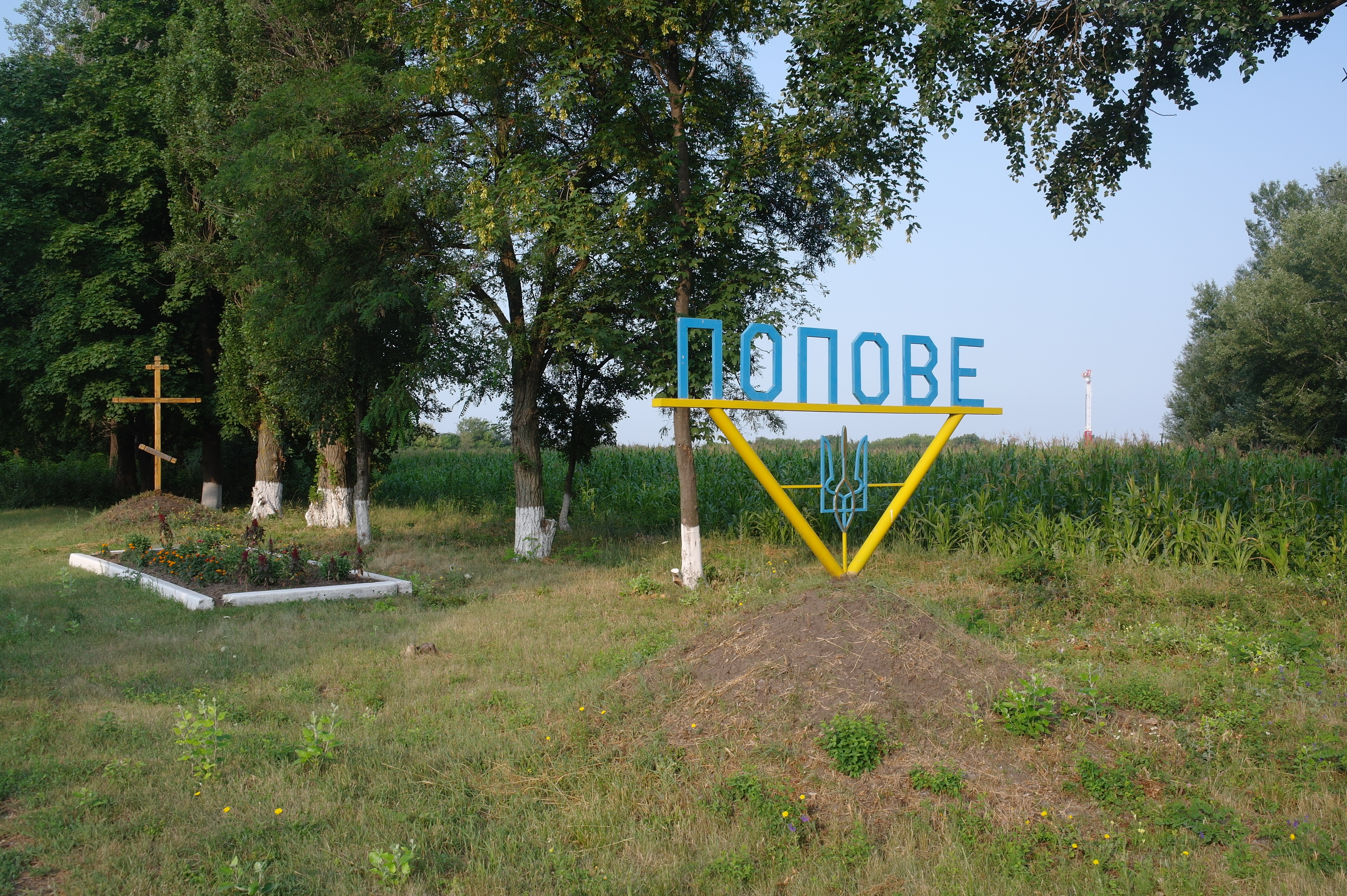
На передньому плані знак "Попове". Зліва від нього православний хрест, справа, на фоні вежа телефонного зв'язку
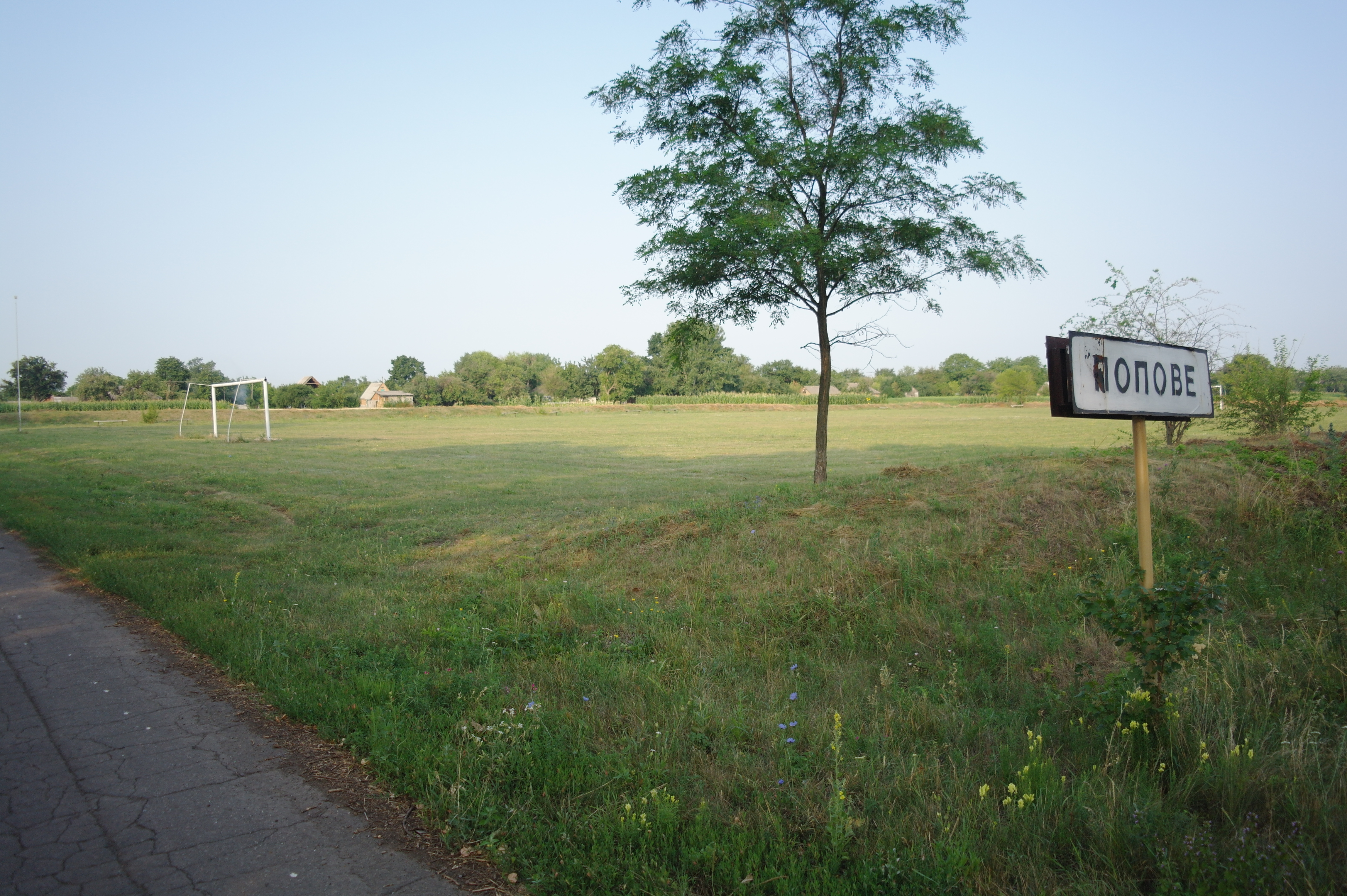
Офіційний знак села Попове на передньому плані, і головний стадіон села на фоні
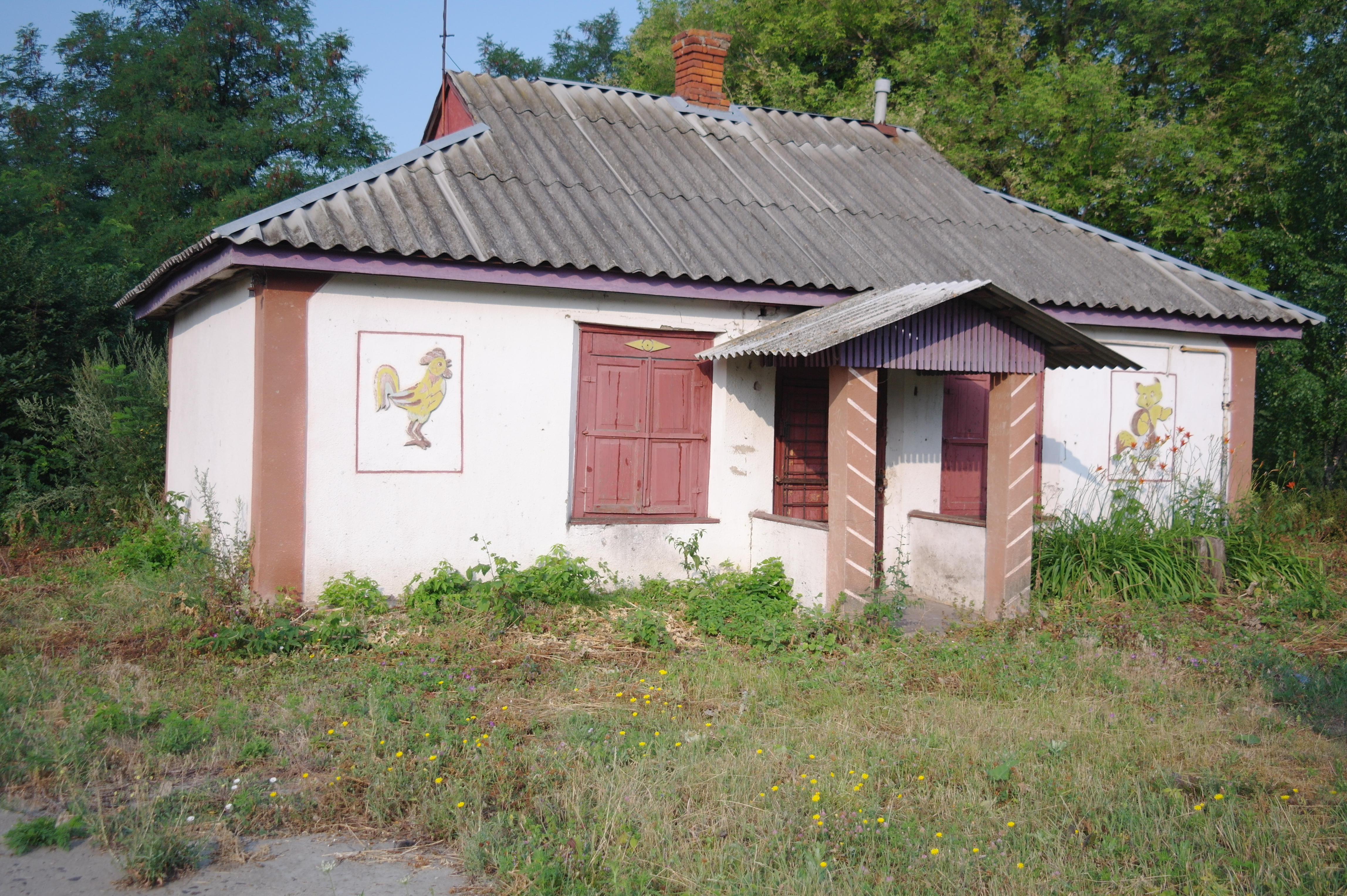
Зачинений магазин що був колись магазином, баром
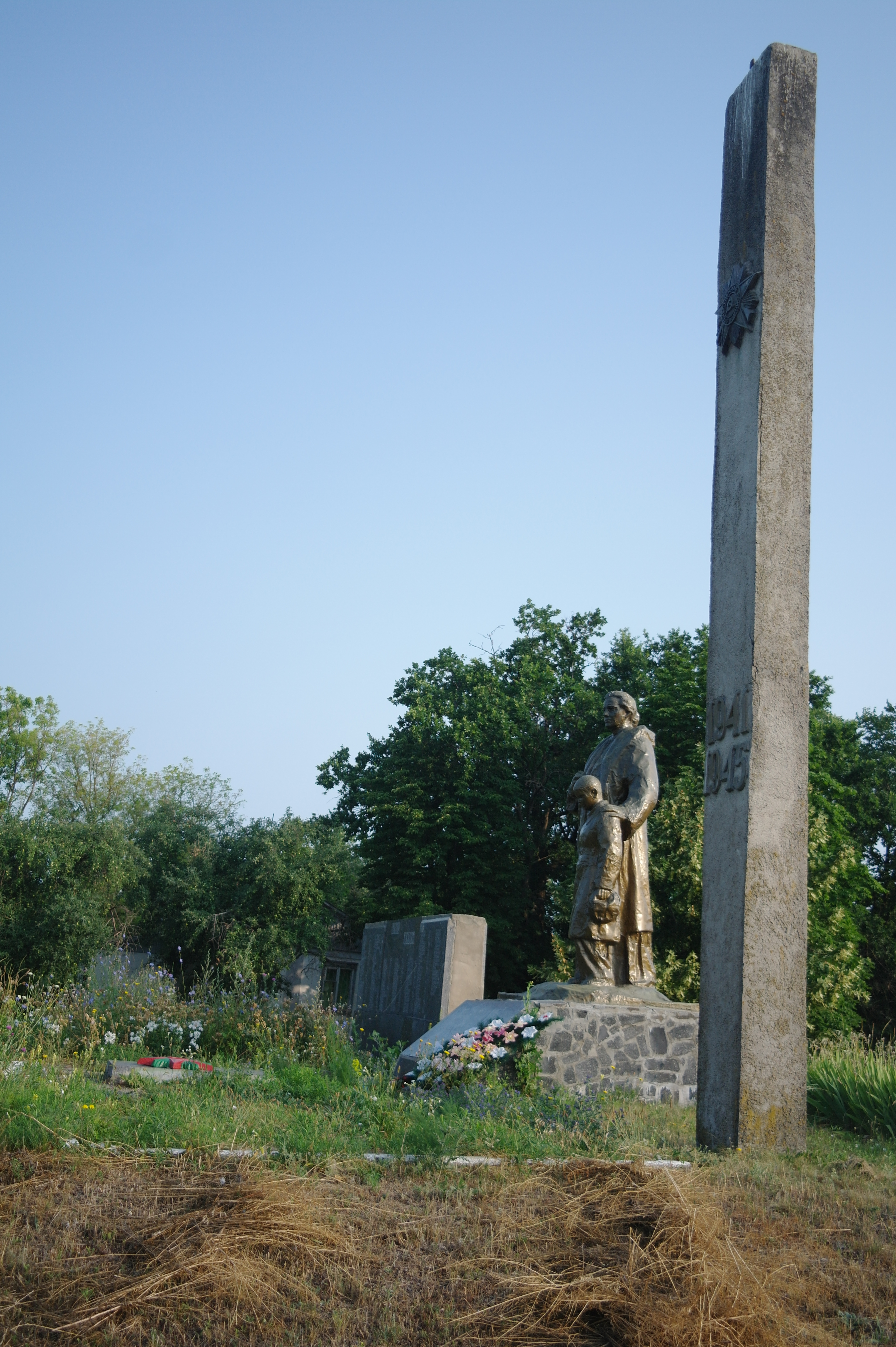
Пам'ятник загиблим у ДСВ
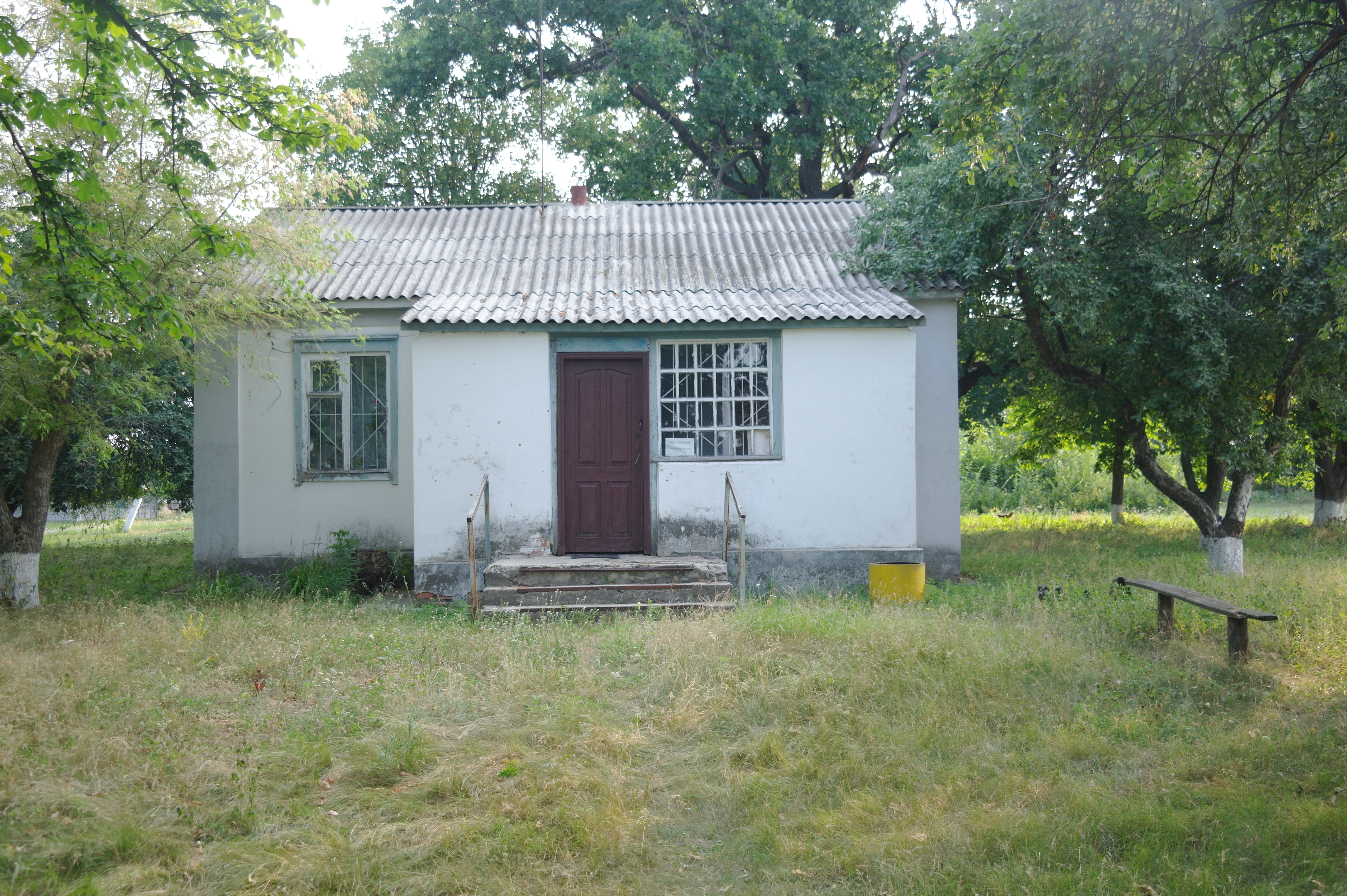
Акушерський пункт
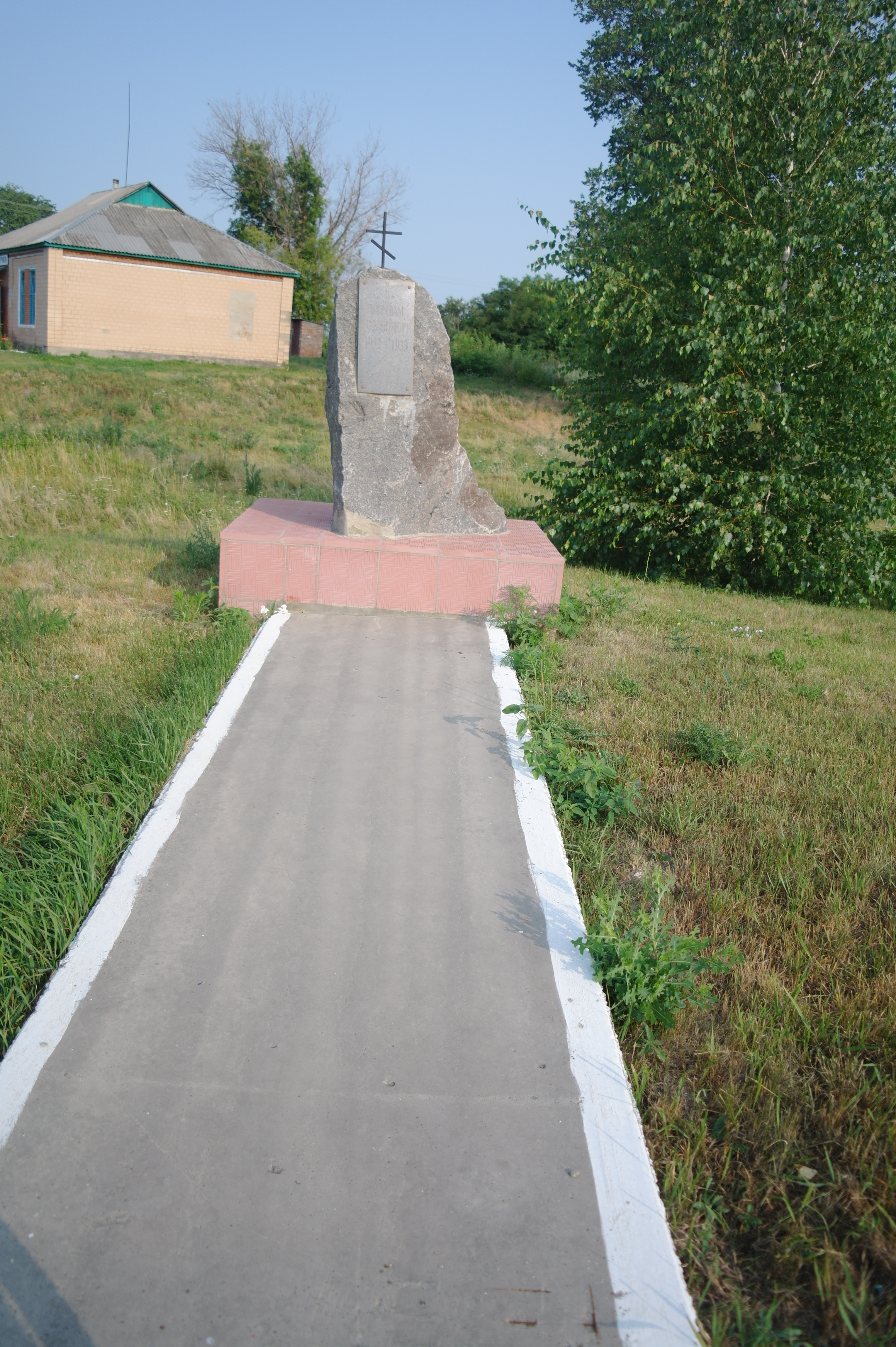
Пам'ятник жертвам голодому у центрі села
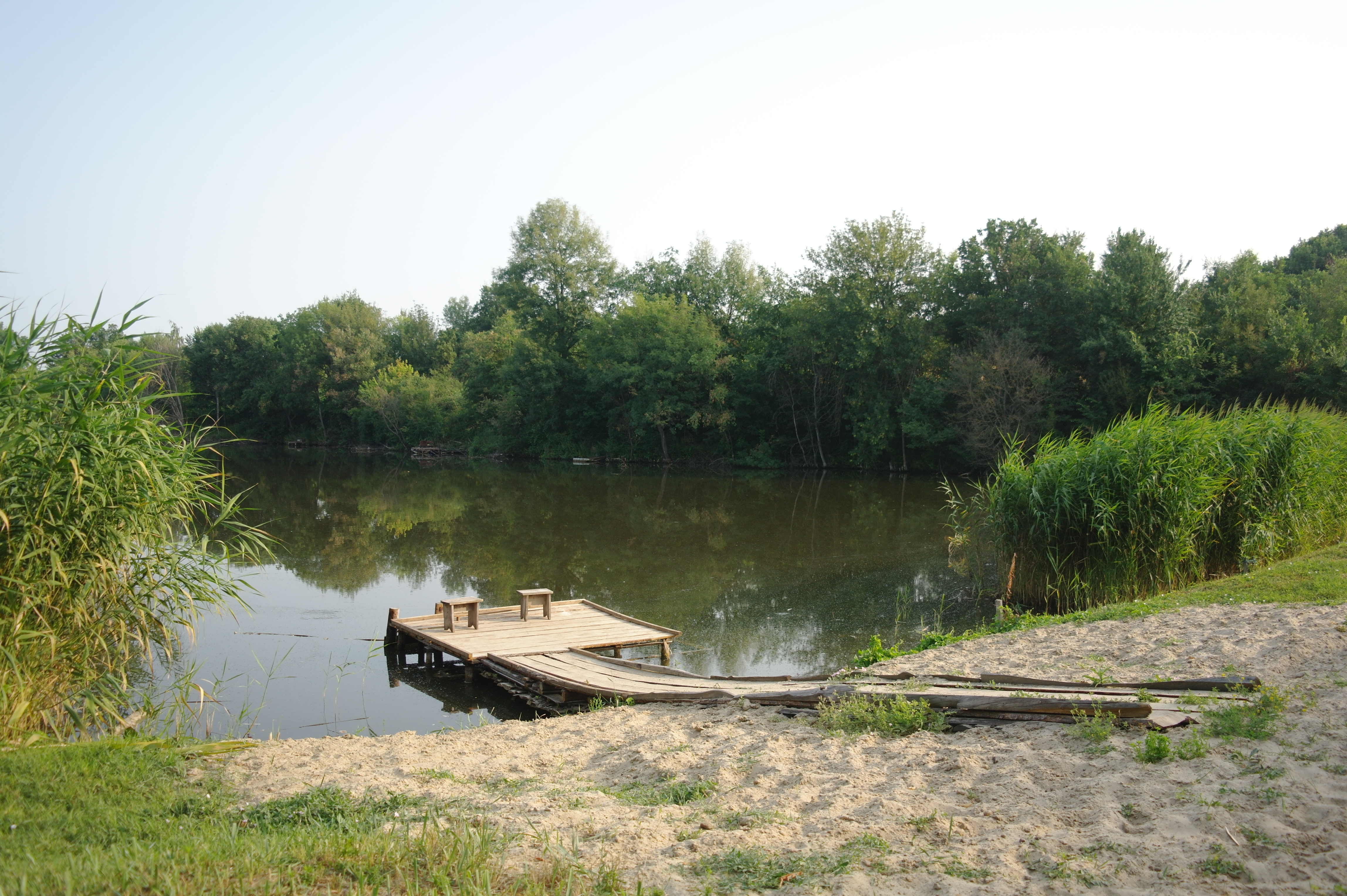
Це виїзд до води на ставку для інвалідів, що дозволяє виїхати на нього за допомогою інвалідної коляски
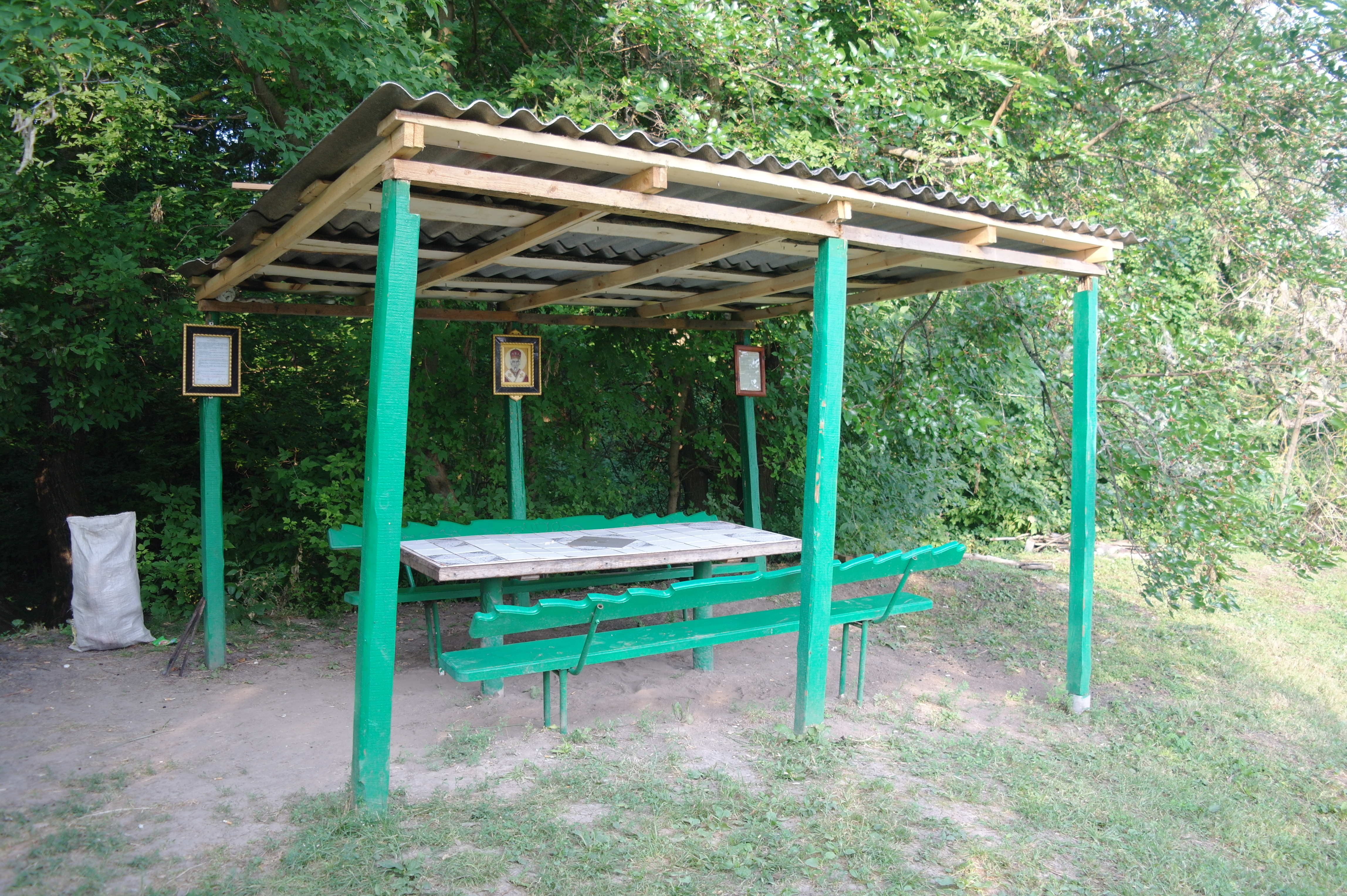
Це накриті лавочки що знаходяться на березі ставку, який обладнали для відпочинку інвалідів
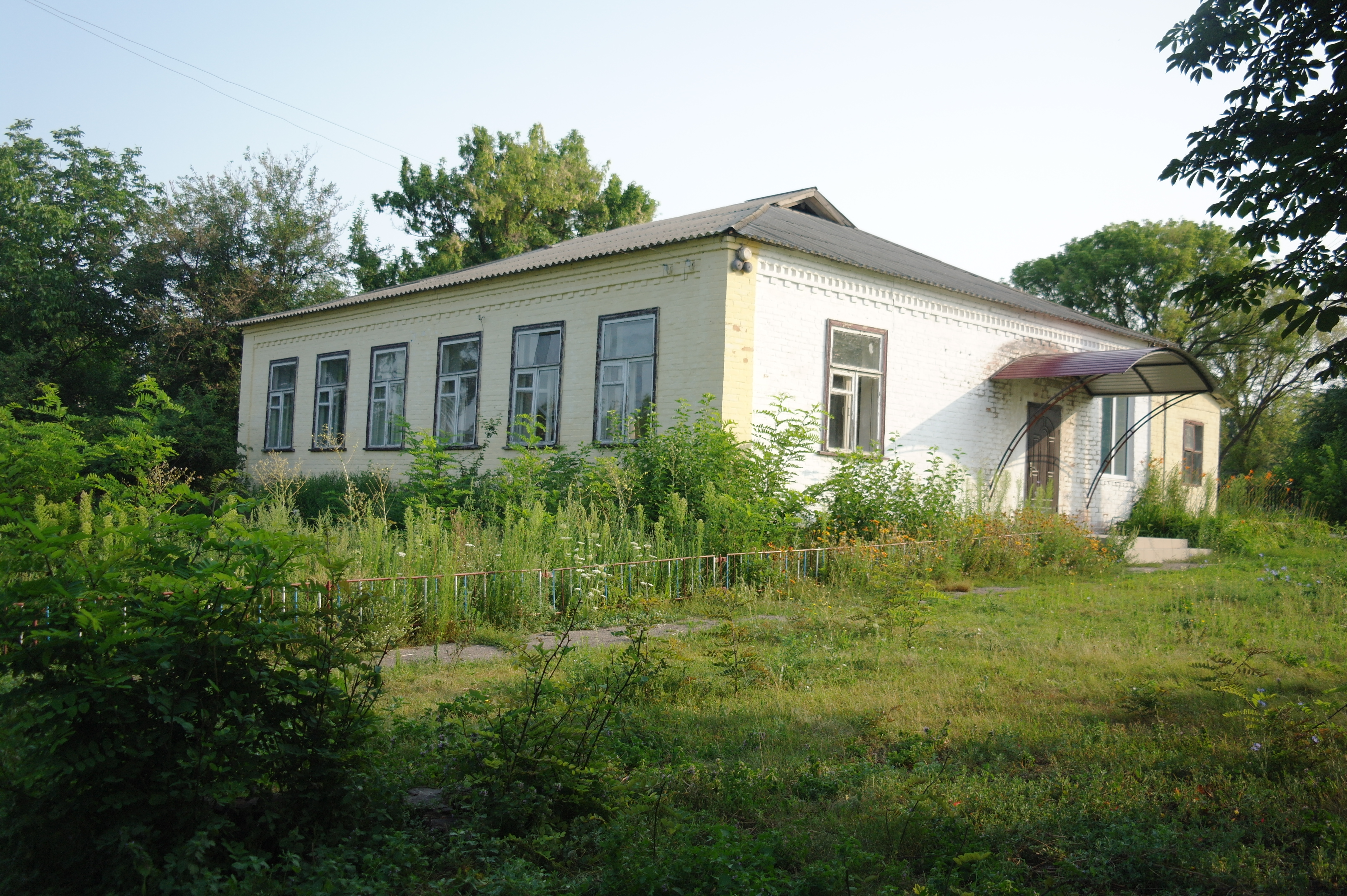
Приміщення у якому до 2011 року була Попівська школа 1 ступеня. З 2012 року тут знаходиться попівський Клуб